# فرزة الرضمة (حارة)

تعديل مصدري - تعديل

فرزة الرضمة هي إحدى حارات حي يريم بمدينة يريم أحد مدن محافظة إب، بلغ تعداد سكانها 202 نسمة حسب تعداد اليمن لعام 2004.